# Управление полётами
Управление полётами — действия группы руководства полётами в государственной и экспериментальной авиации, обеспечивающие своевременное и безопасное выполнение полётных заданий экипажами воздушных судов.
При управлении полётами с пункта управления (органа управления полётами) либо пункта наведения (при выполнении перехвата одного воздушного судна другим) экипажам воздушных судов по радиосвязи, цифровым каналам либо световыми сигналами передаются условия полёта, команды и информация в процессе выполнения ими полётных заданий. В зависимости от обеспечения инструментальными средствами управления подразделяют на управление в ручном режиме и автоматизированном режиме.

## Управление аэродромными полётами
Управление полётами с аэродромов (в т.ч. полевых аэродромов) государственной, экспериментальной авиации, а также с авианесущего корабля осуществляется группой руководства полётами (ГРП) с пунктов расположенных на нем.
На аэродроме совместного базирования непосредственное управлении полётами осуществляется ведомством, воздушные суда которого выполняют полёты. В случаях, когда выполняются полёты воздушных судов нескольких ведомств одновременно — объединенным органом управления полётами, состоящим из представителей всех ведомств.
При одновременном выполнении полётов воздушных судов гражданской и государственной (экспериментальной) авиации в районах аэродромов совместного базировании и совместного использования объединенная ГРП может не создаваться, но в это случае, если управление полётами и управление воздушным движением (УВД) осуществляется ГРП государственной (экспериментальной) авиации, то все должностные лица ГРП должны быть допущены к УВД гражданских воздушных судов в соответствии с требованиями, установленными для гражданской авиации, а если управление осуществляется дежурной сменой диспетчеров УВД гражданской авиации, то должностные лица этой смены должны иметь допуски к управлению государственными (экспериментальными) воздушными судами в соответствии с требованиями, установленными для государственной (экспериментальной) авиации.

## Управление внеаэродромными полётами и перелётами
К внеаэродромным полетам относятся полеты за пределами района аэродрома, но с посадкой на аэродроме взлёта. Перелёт — полёт с посадкой на другом аэродроме (площадке).
Управление внеаэродромными полётами и перелётами осуществляются пунктами управления авиацией в пределах закрепленными за ними районах и зонах. В интересах выполнения таких полетов выделяется часть воздушного пространства, и устанавливается соответствующий режим либо ограничения полетов в соответствии с государственными приоритетами.
Обеспечение управления, координация и контроль полетов и перелетов авиации Вооруженных Сил РФ с 1 декабря 2014 года осуществляется Национальным центром управления обороны РФ.